# Bela z Saint Omer
Bela z Saint Omer (zm. 1258) – pan połowy Teb w latach 1240–1258. 

## Życiorys
Jego ojciec Mikołaj I z Saint Omer był  uczestnikiem czwartej krucjaty. Otrzymał ziemie w Beocji i poślubił Małgorzatę Węgierską, wdowę po królu Tesaloniki Bonifacego z Montferratu. Bela z Saint Omer otrzymał imię po swoim dziadku Beli III królu węgierskim. W 1240 poślubił córkę księcia Aten Gwidona I de la Roche. W ramach posagu otrzymał połowę miasta Teby. Miał trzech synów:
- Mikołaja, pan połowy Teb w latach 1258-1294
- Ottona, pan połowy Teb w latach 1294-1299
- Jana z Saint Omer, marszałka Księstwa Achai